# Acrônimo redundante

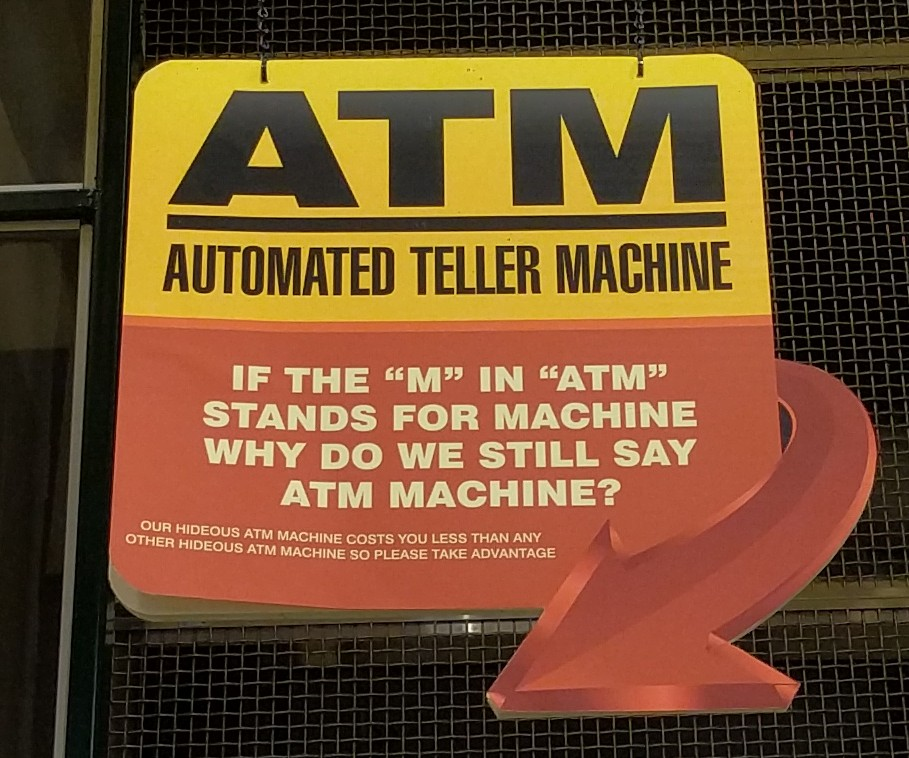
Em inglês, a palavra caixa eletrônico "ATM machine" (Automatic Teller Machine machine) é um exemplo comum de acrônimo redundante

Acrônimo redundante (em inglês: RAS syndrome, onde "RAS" significa "redundant acronym syndrome", o que torna o termo original por ele mesmo também redundante) é o uso de uma ou mais palavras que compõem um acrônimo (ou outro inicialismo) em conjunção com a forma abreviada. Isto significa, de fato, repetir uma ou mais palavras do acrônimo. Dois exemplos: "número PIN"/ "número VIN" (considerando-se que, nessas siglas em inglês "N" significam "número" ou "number" no original). O termo em inglês, RAS syndrome, foi criado em 2001 pela New Scientist.
O uso desses acrônimos redundantes é desencorajados pelos manuais de redação, ainda que continuem a ter uso amplo na linguagem coloquial.

## Exemplos
Outros exemplos de acrônimos redundantes em inglês, com a indicação redundante sublinhada, são:
- DC Comics (Detective Comics Comics)[5]
- vírus HIV (human immunodeficiency virus vírus)[6]
- display LCD (liquid crystal display display)[7]
- formato PDF (portable document format format)
- código UPC (universal product code code)

## Motivações para o uso
Embora haja muitas formas de correção que garantam o aumento da clareza do texto através da remoção das redundâncias, o ideal lógico de zero redundância raramente é mantido nas linguagens humanas. Bill Bryson diz: "Nem toda repetição é má. Ela pode ser usada para melhor efeito..., ou para clareza, ou em deferência à expressão. [As expressões em inglês] 'OPEC countries', 'SALT talks' and 'HIV virus' são todas tecnicamente redundantes porque a segunda palavra já está contida pela abreviação que a precede, mas apenas os ultraminuciosos deploram isso. Da mesma forma, em 'tire esse sorriso de seu rosto', as duas últimas palavras são tautológicas — pois não há outro lugar onde um sorriso poderia estar — mas a sentença simplesmente não se sustentaria sem elas."
Uma quantidade limitada de redundâncias pode aumentar a efetividade da comunicação, tanto para a leitura como um todo, quanto para oferecer uma ajuda adicional aos leitores que dela eventualmente precisem. Um exemplo fonético desse princípio é a necessidade de alfabetos radiotelefônicos na radiotelefonia. Alguns acrônimos redundantes são exemplos sintáticos desse princípio. A redundância pode ajudar o ouvinte a perceber o contexto e diminuir o quociente de "sopa de letrinhas" (a superabundância críptica de abreviaturas e acrônimos) na comunicação.
Acrônimos e inicialismos de línguas estrangeiras são frequentemente tratados como morfemas não analisados quando não traduzidos: em português se diz "o protocolo IP" (o que inglês seria Internet Protocol protocol), algo muito comum. Isto acontece pelas mesmas razões linguísticas que fazem muitos topônimos se tornarem tautológicos. Ums tautologia não é analisada pela mente em muitas formas de uso na vida comum (em muitos casos, porque o significado da palavra estrangeira é desconhecido; em outros, porque seu uso é idiomático).